# Let's play
Let's play of LP is een screencast van het spelen van een computerspel.
De speler (gamer) geeft commentaar tijdens het spelen van het spel. Terwijl een walkthrough tot doel heeft om het spel te helpen spelen, is een let's play gericht op de subjectieve ervaring. Er wordt vaak gebruikgemaakt van humor, sarcasme of kritisch commentaar. Op YouTube zijn let's plays bijzonder populair. Met behulp van reclame-inkomsten kunnen de grotere producenten er hun brood mee verdienen.